# William Pleeth
William Pleeth (Londen, 12 januari 1916 - aldaar, 6 april 1999) was een internationaal succesvol cellist en cello-docent, die vooral bekendheid kreeg als 'de docent van Jacqueline du Pré'.

## Biografie

#### Vroege jaren
Zijn ouders waren joodse emigranten uit Warschau, Polen. Vele generaties van zijn familie waren professionele musici. In zijn zevende jaar leerde hij cello spelen en werd zijn talent opgemerkt. In zijn tiende jaar werd hij een leerling van Herbert Walenn op de London Cello School. 
William was dertien toen hij een beurs won voor een studie van twee jaar bij Julius Klengel aan het conservatorium in Leipzig. Hij was in 1930 de jongste die ooit tot deze studie was toegelaten. William bleef Klengel zijn hele leven dankbaar. Hij vertelde: "Hij was een geweldig docent omdat hij je toestond jezelf te blijven. Hij haatte het als iemand hem kopieerde. Hij wilde dat we onze eigen muzikaliteit ontwikkelden - en dat deden we, we zijn allemaal verschillend geworden. Emanuel Feuermann en Gregor Pjatigorski waren beiden leerlingen van Klengel en ze zijn totaal verschillend in hun speelstijl. Klengel zelf was een heel eenvoudige man wiens integriteit onbetwistbaar was. Hij was altijd eerlijk en dat waardeerde ik enorm in hem."
Toen hij vijftien jaar oud was had hij alle Cellosuites van Bach, alle Caprices van Piatti en 32 celloconcerten leren spelen. 24 concerten kende hij volledig uit zijn hoofd. Op zijn vijftiende gaf hij in Leipzig, met Emanuel Feuermann, Fritz Schertel en Julius Klengel, uitvoeringen van een muziekstuk voor vier celli dat door Klengel geschreven was. In datzelfde jaar 1931 gaf hij zijn eerste publieke uitvoering van het Celloconcert van  Dvořák op het conservatorium in Leipzig. In ditzelfde jaar debuteerde hij in Leipzig als solist met het Gewandhausorchester met een uitvoering van Haydns concert in D-groot.

#### Toenemende bekendheid
In zijn zeventiende jaar, in 1933, speelde hij in enkele radio-uitzendingen van de BBC en debuteerde hij in de oude Aeolian Hall in Bond Street in Londen met het concert van Dvořák met het City of Birmingham Symphony Orchestra onder leiding van Leslie Heward. Vanaf dit moment nam zijn bekendheid snel toe.
In 1940 kreeg hij grote bekendheid door een radio-uitzending waarin hij als solist een uitvoering gaf van het Celloconcert van Schumann met het BBC Symphony Orchestra onder leiding van dirigent Sir Adrian Boult. Van 1936 tot 1941 was hij lid van het Blech String Quartet.

#### Oorlog en liefde
Gedurende de Tweede Wereldoorlog diende Pleeth vijf jaar in het Britse leger. In hetzelfde regiment diende ook de componist Edmund Rubbra. Ze werden vrienden voor het leven.
In 1942 trouwde Pleeth met de pianiste Margaret Good. Ze kregen een zoon en een dochter. Na de oorlog kreeg Pleeth internationale bekendheid als solist en werden ook de uitvoeringen van William en Margaret samen internationaal bekend. Zij hebben meer dan veertig jaar uitvoeringen gegeven. Rubbra schreef zijn Sonate voor cello en piano voor William en Margaret. Zijn Soliloqui for Cello was eveneens voor Pleeth geschreven. Andere componisten die muziek voor hem schreven, waren onder meer Franz Reizenstein, Gordon Jacob, Mátyás Seiber en Benjamin Frankel.

#### Kamermuziek
In 1952 vormde Pleeth het Allegri String Quartet met de violisten Eli Goren en James Barton en de altviolist Patrick Ireland. Uiteindelijk besloot hij zich hoofdzakelijk op kamermuziek te richten, omdat dit hem de meeste voldoening gaf. Hij vertelde: "Kamermuziek is altijd een passie van mij geweest en ik keer er meer en meer naar terug. Niet alleen is het concert zelf een geweldige ervaring maar het is vooral de voldoening van het uitwerken van een muziekstuk met drie andere mensen met wie je je sterk verbonden voelt. In veel opzichten geeft een solocarrière mij geen voldoening. Ik heb geen belangstelling voor alleen rondreizen en nog minder plezierig vind ik het om afgezonderd geconfronteerd te worden met een groot orkest en een 'belangrijke' dirigent."
De muziek die hij het liefst uitvoerde waren de kwintetten van Brahms en Schumann, die hij regelmatig als gastspeler uitvoerde met het Amadeus Quartet. Hij heeft ook veel uitvoeringen gegeven met andere bekende kwartetten.

#### Docent
William Pleeth was van 1948 tot 1978 professor cello aan de Guildhall School of Music and Drama in Londen. Vanaf 1977 was William 'visiting professor' aan de Yehudi Menuhin school en het Royal College of Music. Zijn manier van lesgeven sprak veel leerlingen enorm aan, waaronder Jacqueline du Pré, die hem zo waardeerde dat ze hem haar 'cello daddy' noemde. Zij omschreef hem als "een buitengewoon docent die precies wist hoe iemand te begeleiden of een fout te corrigeren met vriendelijkheid en begrip". William heeft Jacqueline du Pré, vanaf haar tiende, zeven jaar lesgegeven als privé-docent voor kinderen met buitengewoon talent en als docent in de Guildhall. Zij werd beroemd met haar uitvoeringen van het Celloconcert van Elgar en speelde ook veel kamermuziek. Aangezien hij aan de basis stond van dit succes werd hij bekend als de docent van Jacqueline du Pré. Twee andere succesvolle leerlingen van hem zijn Robert Cohen en zijn zoon Anthony Pleeth.
Nadat hij gestopt was met optreden bleef hij tot zijn dood lesgeven. Zijn masterclasses waren zo bekend en werden zo gewaardeerd dat leerlingen uit vele landen speciaal daarvoor naar Londen kwamen.

#### Laatste jaren
In 1989 werd Pleeth vanwege zijn bijzondere verdiensten onderscheiden met de benoeming tot Officier in de Orde van het Britse Rijk. Op 12 januari 1996, zijn 80-e verjaardag, werd voor hem door vrienden en leerlingen een celebration concert gegeven in de volgestroomde Wigmore Hall. Het Brindisi String Quartet, Trevor Pinnock en Anthony Pleeth gaven een uitvoering van muziek van Haydn, Mozart en Schubert. Alle inkomsten werden afgedragen aan het Jacqueline du Pré Multiple Sclerosis Research Fund.
William Pleeth woonde met Margaret Good in Finchley, Noord Londen. Hij overleed op 6 april 1999 in de leeftijd van 83 jaar na vier jaar strijd tegen leukemie. Hij werd overleefd door zijn vrouw, zijn zoon en dochter en drie kleinkinderen.
Woensdag 12 januari 2000 (zijn verjaardag) werd in de St John's Church in Londen het William Pleeth Memorial Concert gegeven. Hieraan namen deel zijn zoon Anthony en zijn kleindochter Tatty Theo (beiden cellist) en zijn kleindochter Lucy Theo (violist). Ook traden twee van zijn leerlingen op, Robert Cohen and Colin Carr. Zijn bekendste leerling, Jacqueline du Pré, was vele jaren eerder al overleden.

## Boek, film, dvd's
- William Pleeth heeft zijn gedachten over het cellospel laten vastleggen in het boek Cello. Dit maakt deel uit van de Yehudi Menuhin Music Guides. Nona Pyron tekende haar gesprekken met Pleeth over het cellospel op. Yehudi Menuhin schreef de introductie en Jacqueline du Pré het voorwoord. Het boek werd uitgegeven in 1982.
- Pleeth was 80 toen de acht dvd's A life in music werden opgenomen op de Britten-Pears School in Snape Maltings in Suffolk. Selma Gokcen, die rond 1990 had deelgenomen aan Pleeth's masterclasses, produceerde de opnames. Op elke dvd geeft Pleeth les aan één leerling. Deze opnames laten zien hoe hij vele jaren lesgegeven heeft, hoe scherp hij elk detail van de uitvoering zag en hoorde en hoe de muziek dankzij zijn aanwijzingen tot leven komt.
- William Pleeth is ook te zien en te horen op de dvd's die Christopher Nupen over Jacqueline du Pré maakte:
  - Remembering Jacqueline du Pré, 1994.
  - Jacqueline du Pré: in Portrait, 2004.
  - Jacqueline du Pré: A Celebration, 2008.
- In de speelfilm Hilary and Jackie van Anand Tucker uit 1998, gebaseerd op de levensloop van Jacqueline du Pré vanuit het perspectief van haar broer en zus, wordt het personage William Pleeth gespeeld door Bill Paterson.

- Biblioteca Nacional de España: XX1576320
- Bibliothèque nationale de France: cb13925590x (data)
- CiNii: DA08556023
- Gemeinsame Normdatei: 134486145
- International Standard Name Identifier: 0000 0000 8141 2656
- Library of Congress Control Number: n83139634
- Nationale Bibliotheek van Letland: 000197984
- MusicBrainz: 30af5adf-71cc-4b02-8b88-6ed9b9b4bdb3
- Bibliotheek van het Japanse parlement: 01149537
- Nationale Bibliotheek van Israël: 987007436431605171
- Nationale Bibliotheek van Polen: a0000002511530
- Nederlandse Thesaurus van Auteursnamen: 069448256
- SNAC: w6z423fq
- Système universitaire de documentation: 112391990
- Trove: 1295539
- Virtual International Authority File: 61733877
- WorldCat: E39PBJv8KvQbyvHhpX7cyTqWjC